# Auvergne
Auvergne (occitanska: Auvèrnhe eller Auvèrnha) är en tidigare administrativ  region i centrala Frankrike, som sedan 2016 är en del av regionen Auvergne-Rhône-Alpes. Regionhuvudstad var Clermont-Ferrand. Under äldre tider var regionen en provins, men var då mycket mindre till ytan än den administrativa regionen. Den är uppkallad efter de galliska arvernerna.

## Geografi
Auvergne, som har en yta på 26 013 km², upptar en del av Massif Central. Regionen gränsar i öster mot Rhône-Alpes, i söder mot Languedoc-Roussillon och Midi-Pyrénées, i norr mot Centre-Val de Loire och Bourgogne samt i väster Limousin. Den består av departementen Puy-de-Dôme, Cantal, Haute-Loire och Allier. Loire flyter genom regionen.
Regionen är ett urgammalt gnejs- och granitland, som från oligocentiden till början av kvartärtiden var skådeplats för en livlig vulkanisk verksamhet. Väldiga lavaströmmar täcker därför stora områden, och en rad vulkantoppar (puys) finns ännu kvar. 
Längst i norr ligger Mont Dôme, en dubbel rad av omkring 40 kratrar och flera kraterlösa käglor (högst Puy de Dôme, 1 465 m), sydligare Mont Dore, en väldig vulkanruin (i Puy de Saucy 1 886 m). Ännu sydligare ligger Cantal, en eruptiv stock av 70 km i diameter, fårad av dalar (i Plomb du Cantal 1 858 m, 500 m över den kristallinska platåytan). På östra gränsen går Monts de Forez, skilda genom Alliers dal från den övriga platån.

## Historia
Under forntiden beboddes Auvergne av den galliska folkstammen arvernerna, berömda för sitt motstånd under Vercingetorix mot Julius Cæsar. Nere i Allierdalen ligger deras centralpunkt, Nemossos, romarnas Augustonemetum, nuvarande Clermont. 
På Karl den stores tid ett grevskap, kom Auvergne sedan för kort tid under hertigarna av Akvitanien och sedan under grevarna av Toulouse samt hemföll 1225 till franska kronan.

## Ekonomi
Auvergne är en av de glesast befolkade regionerna av Frankrike. Regionen har en stor jordbrukssektor och turismindustrin har en växande betydelse. Inom jordbruket finns en omfattande kött- och mejeriproduktion och flera välkända ostar kommer från regionen som till exempel Bleu d'Auvergne, Cantal, Fourme d'Ambert och Saint-Nectaire. I Auvergne finns många nationella och internationella företag som Michelin, Limagrain (utsäde), Centre France-La Montagne koncernen (regional nyhetspress), Volvic mineralvatten (Danonekoncernen) och åtskilliga mindre företag kring universiteten och högskolorna. De flesta av dessa företag exporterar över 75% av sin produktion.  Auvergne är en industrialiserad region där 22% av befolkningen arbetar inom industrin jämfört med det nationella genomsnittet på 18%. 
.